# Eurachacha Waikiki
Eurachacha Waikiki (으라차차 와이키키?, lett. "Forza, Waikiki"; titolo internazionale Welcome to Waikiki, conosciuta anche come Go Go Waikiki o Laughter in Waikiki) è una serie televisiva sudcoreana trasmessa su JTBC dal 5 febbraio al 17 aprile 2018. Inizialmente prevista per 16 episodi, il 6 marzo 2018 fu estesa a 20 grazie al buon riscontro, e furono trasmessi due episodi speciali con interviste e commenti degli attori.
Il 6 giugno 2018 fu rinnovata per una seconda stagione, andata in onda dal 25 marzo 2019 con un cast differente.

## Trama

### Prima stagione
Dong-gu, Jun-ki e Du-shik sono tre amici che sognano di lavorare nel mondo del cinema, rispettivamente come regista, attore e sceneggiatore. Per raccogliere i fondi per produrre un film tutto loro, hanno aperto una pensione, la Waikiki, a Huam-dong, nel distretto di Yongsan di Seul. Tuttavia gli affari non vanno bene e si ritrovano sempre a dover affrontare molti problemi, soprattutto dall'arrivo di una ragazza madre, Yoon-ah, con sua figlia Sol. Oltre a loro alla pensione abitano anche la sorella di Dong-gu, Seo-jin, aspirante giornalista, e la sua ex, la modella Soo-ah.

### Seconda stagione
Dopo la bancarotta della Waikiki, Jun-ki cerca di riportare allo splendore la pensione accogliendo dei nuovi ospiti.

## Personaggi

### Personaggi principali
- Lee Jun-ki, interpretato da Lee Yi-kyung
- Kang Dong-gu, interpretato da Kim Jung-hyun (st. 1)
- Bong Du-shik, interpretato da Son Seung-won (st. 1)
- Han Yoon-ah, interpretata da Jung In-sun (st. 1)
- Kang Seo-jin, interpretata da Ko Won-hee (st. 1)
- Min Soo-ah, interpretata da Lee Joo-woo (st. 1)
- Sol, interpretata da Han Yeo-reum e Joo Ye-seo (st. 1)
- Song Hyun-joon, interpretato da Kang Kyung-joon (st. 1)
Famoso pasticcere e padre single che s'innamora di Yoon-ah.
- Cha Woo-sik, interpretato da Kim Seon-ho (st. 2)
- Gook Gi-bong, interpretato da Shin Hyun-soo (st. 2)
- Han Soo-yeon, interpretata da Moon Ga-young (st. 2)
- Kim Jeong-eun, interpretata da Ahn So-hee (st. 2)
- Cha Yoo-ri, interpretata da Kim Ye-won (st. 2)

### Apparizioni speciali
- Park Sung-woong, interpretato da Park Sung-woong (ep. 1x01)
Noto attore.
- Lee Yoon-seok, interpretato da Seol Jung-hwan (ep. 1x02, 1x10)
Ragazzo di Soo-ah, un truffatore.
- Tae-hyun, interpretato da Han Ji-sang (ep. 1x02-03)
- Lee Min-ah, interpretata da Go Min-si (ep. 1x03)
- Ji-soo, interpretata da Seo Eun-woo (ep. 1x03)
Ragazza di Jun-ki.
- Ji-min, interpretata da Choi Ri (ep. 1x03)
Sorella minore di Ji-soo.
- Lee Deok-hwa, interpretato da Lee Deok-hwa (ep. 1x04)
Padre di Jun-ki, noto attore.
- Kim Jun-sung, interpretato da Lee Doo-suk (ep. 1x04)
- Kim Hee-ja, interpretata da Kim Seo-hyung (ep. 1x04)
Attrice pazza che lavora con Jun-ki ad un film.
- Kim Seon-woo, interpretata da Jo Woo-ri (ep. 1x05)
Figlia del capo di Du-shik.
- Tak Myung-hwan, interpretato da Shin Dam-soo (ep. 1x05)
Direttore della Artist Top Film.
- Kwon Ye-jin, interpretata da Jin Ye-sol (ep. 1x05)
Sceneggiatrice con una cotta per Jun-ki.
- Lee Sang-yeon, interpretato da Kim Ho-chang (ep. 1x06)
Compagno di corso di Yoon-ah, da lei ossessionato.
- Presidentessa Kim, interpretata da Jeon Su-kyeong (ep. 1x06)
Proprietaria della palazzina dove è sita la Pensione Waikiki.
- Yoon Malg-eum, interpretata da Han Bo-bae (ep. 1x07-08)
Primo amore di Du-shik, attrice erotica.
- Ye-rin, interpretata da Park Min-ha (ep. 1x08)
Amica di Soo-ah interessata a Dong-gu.
- Min Soo-bong, interpretato da Shin Seung-hwan (ep. 1x11)
Fratello maggiore di Soo-ah.
- Kim Jae-woo, interpretato da Tae In-ho (ep. 1x11-12)
Produttore del canale JBC amico di Jun-ki, interessato a Seo-jin.
- Kang Hong-seok, interpretato da Kang Hong-seok (ep. 1x13)
Finto ragazzo di Seo-jin.
- Kim Jae-hyun, interpretato da Song Jae-hee (ep. 1x14)
Collega di Jun-ki nel drama Newsroom.
- Philip, interpretato da Shin Hyun-soo (ep. 1x15)
Noto modello dai piedi puzzolenti.
- Seo Jin-woo, interpretato da Lee Ha-yool (ep. 1x15)
Attore protagonista del film a cui lavora Dong-gu.
- Ah-young, interpretata da Kim Ji-sung (ep. 1x18)
Modella amica di Soo-ah.
- Cindy, interpretata da Yoon Jin-sol (ep. 1x19)
Nota attrice con molti fan, collega di Jun-ki nel drama Newsroom.
- Padre di Sol, interpretato da Kim Jin-woo (ep. 1x20)

## Ascolti

### Prima stagione
| Episodio | Titolo | Data di trasmissione | Dati AGB | Dati TNMS |
| -------- | --- | -------------------- | -------- | --------- |
| 1        | Un nuovo mondo (신세계?, Sin segyeLR)                                                                           | 5 febbraio 2018      | 1,742%   | 2,6%      |
| 1        | La nascita di una famiglia (가족의 탄생?, Gajog-ui tansaengLR)                                                  | 5 febbraio 2018      | 1,742%   | 2,6%      |
| 2        | Chiunque può essere un Wolverine (누구나 그렇게 울버린이 된다?, Nuguna geurohge Ulbeorin-i doendaLR)            | 6 febbraio 2018      | 1,861%   | 2,2%      |
| 2        | Sai cosa? È un segreto (있잖아요 비밀이에요?, Ijjanh-a-yo bimir-i-e-yoLR)                                       | 6 febbraio 2018      | 1,861%   | 2,2%      |
| 3        | Uno splendido addio (아름다운 이별?, Areumda-un ibyeolLR)                                                       | 12 febbraio 2018     | 1,743%   | 1,8%      |
| 3        | Stai ancora sognando? (그대 아직 꿈꾸고 있는가?, Geudae ajik kkumkkugo inneun-gaLR)                             | 12 febbraio 2018     | 1,743%   | 1,8%      |
| 4        | Anche oggi, hai fatto un buon lavoro (수고했어, 오늘도?, Sugohaess-eo, oneuldoLR)                               | 13 febbraio 2018     | 1,635%   | 2,2%      |
| 4        | Le circostanze di lui e di lei (그 남자 그 여자의 사정?, Geu namja geu yeoja-ui sajeongMR)                      | 13 febbraio 2018     | 1,635%   | 2,2%      |
| 5        | Non hai niente che non vada! (너는 문제없어!?, Neoneun munje-eobs-eo!LR)                                        | 19 febbraio 2018     | 1,595%   | 1,9%      |
| 5        | La stanza perfetta per guarire (완전한 사육?, Wanjeonhan sayukLR)                                               | 19 febbraio 2018     | 1,595%   | 1,9%      |
| 6        | La gelosia è la mia forza (질투는 나의 힘?, Jiltuneun na-ui himLR)                                              | 20 febbraio 2018     | 1,589%   | 2,1%      |
| 6        | Il matrimonio è una pazzia (결혼은 미친짓이다?, Gyeolhon-eun michinjis-idaLR)                                   | 20 febbraio 2018     | 1,589%   | 2,1%      |
| 7        | La ragazza che amavamo a quei tempi (그 시절 우리가 사랑했던 소녀?, Geu sicheol uriga saranghaessdeon sonyeoLR) | 26 febbraio 2018     | 1,733%   | 2,4%      |
| 7        | Quando un uomo si innamora (남자가 사랑할 때?, Namjaga saranghal ttaeLR)                                        | 26 febbraio 2018     | 1,733%   | 2,4%      |
| 8        | Una donna tenera (귀여운 여인?, Gwi-yeo-un yeo-inLR)                                                            | 27 febbraio 2018     | 2,242%   | 2,6%      |
| 8        | Per amore (사랑을 위하여?, Sarang-eul wiha-yeoLR)                                                               | 27 febbraio 2018     | 2,242%   | 2,6%      |
| 9        | Un segreto inconfessabile (말할 수 없는 비밀?, Malhal su eobneun bimilMR)                                       | 5 marzo 2018         | 2,007%   | 2,5%      |
| 9        | Il mio amante gangster (내 깡패 같은 애인?, Nae kkangpae gat-eun ae-inLR)                                       | 5 marzo 2018         | 2,007%   | 2,5%      |
| 10       | Il mio amore Olivia (내 사랑 올리비아?, Nae sarang Ollibi-aLR)                                                  | 6 marzo 2018         | 1,966%   | 1,9%      |
| 10       | Una dichiarazione semplice (화려하지 않은 고백?, Hwaryeohaji anh-eun gobaekLR)                                  | 6 marzo 2018         | 1,966%   | 1,9%      |
| Speciale | Speciale | 12 marzo 2018        | 1,091%   | 1,8%      |
| Speciale | Speciale | 13 marzo 2018        | 1,291%   | 1,8%      |
| 11       | La notte dei morti viventi (살아있는 시체들의 밤?, Sar-a-inneun sichedeur-ui bamLR)                             | 19 marzo 2018        | 1,837%   | 2,7%      |
| 11       | Mi piaci davvero davvero (진짜 진짜 좋아해?, Jinjja jinjja joh-ahaeLR)                                          | 19 marzo 2018        | 1,837%   | 2,7%      |
| 12       | Sono una donna anche io (나도 여자랍니다?, Nado yeojaramnidaLR)                                                 | 20 marzo 2018        | 2,102%   | 2,0%      |
| 12       | Situazione di vita o di morte (사생결단?, SasaenggyeoldanLR)                                                    | 20 marzo 2018        | 2,102%   | 2,0%      |
| 13       | Segretamente, grandemente (은밀하게 위대하게?, Eunmilhage widaehageLR)                                          | 26 marzo 2018        | 1,652%   | 2,6%      |
| 13       | Un vero uomo (진짜 사나이?, Jinjja sana-iLR)                                                                    | 26 marzo 2018        | 1,652%   | 2,6%      |
| 14       | La rugiada mattutina in Colombia (콜롬비아의 아침이슬?, Kollombi-a-ui achim-iseulLR)                            | 27 marzo 2018        | 1,582%   | 2,2%      |
| 14       | A prescindere da quanto io pensi a te (아무리 생각해도 난 너를?, Amuri saengaghaedo nan neoreulLR)              | 27 marzo 2018        | 1,582%   | 2,2%      |
| 15       | Nascondino (숨바꼭질?, SumbakkokjilLR)                                                                          | 2 aprile 2018        | 1,590%   | 1,9%      |
| 16       | Il loro miserabile amore (이 죽일놈들의 사랑?, I juj-ilnomdeur-ui sarangLR)                                     | 3 aprile 2018        | 1,543%   | 1,8%      |
| 16       | Una dichiarazione semplice 2 (화려하지 않은 고백 2?, Hwaryeohaji anh-eun gobaek 2LR)                            | 3 aprile 2018        | 1,543%   | 1,8%      |
| 17       | Per le nuove coppie (시작하는 연인들을 위하여?, Sijaghaneun yeon-indeur-eul wiha-yeoLR)                         | 9 aprile 2018        | 1,941%   | 2,2%      |
| 17       | L'amore può essere tradotto? (사랑도 통역이 되나요??, Sarangdo tong-yeog-i doena-yo?LR)                         | 9 aprile 2018        | 1,941%   | 2,2%      |
| 18       | Stalker (스토커?, SutokeoLR)                                                                                    | 10 aprile 2018       | 2,069%   | 2,0%      |
| 18       | Ballando con Elizabeth (엘리자베스와 춤을?, Ellijabeseu-wa chum-eulLR)                                          | 10 aprile 2018       | 2,069%   | 2,0%      |
| 19       | Il ballerino nell'oscurità (어둠속의 댄서?, Idumsog-ui danseoLR)                                                | 16 aprile 2018       | 1,616%   | 2,3%      |
| 19       | La sfortuna arriva sempre (불행은 언제나?, Bulhaeng-eun eonjenaLR)                                              | 16 aprile 2018       | 1,616%   | 2,3%      |
| 20       | Siccome fa male, metticela tutta (아프니까 으라차차?, Apeunikka eurachachaLR)                                   | 17 aprile 2018       | 2,081%   | 2,3%      |
| Media    | Media | Media                | 1,806%   | 2,2%      |

## Colonna sonora

### Prima stagione
1. Waikiki Wonderland (와이키키 원더랜드) – Ulala Session
2. Wild Dream – Cho Hyung-woo
3. Cheer Up (잘하고있어) – Choi Sang-yeop
4. Will You Come In (들어와줄래) – Mind U
5. Fluttering Steps (설레는 발걸음) – Seunghee (Oh My Girl)